# 莱兹河 (埃罗省)
莱兹河（法語：Lez，法語發音：[lɛz]）是法国奥克西塔尼大区埃罗省的河流，长29.6千米。